# 가미나와촌
가미나와촌(일본어: 神縄村)은 일본 가나가와현 아시가라카미군에 존재했던 촌이다. 현재의 야마키타정 중부에 해당한다.

## 역사
- 1889년 4월 1일 - 정촌제 시행에 의해 가미나와촌이 단독으로 유부레촌, 야기촌, 가와니시촌, 야마이치바촌이 성립하였다.
- 1925년 2월 1일 - 히카게、휴가、호리키자와 등이 시미즈촌에, 다노이리, 오자키 등이 미호촌에 분할편입되어, 동일 가미나와촌은 폐지되었다.

## 참고 문헌
- 角川日本地名大辞典編纂委員会,『角川日本地名大辞典 神奈川県』1984, 角川書店